# Electro Shock (álbum)
Electro Shock es el octavo álbum de estudio de la banda de rock argentina Los Ratones Paranoicos, editado en 1999 por Epic Records.

## Detalles
Este trabajo fue grabado en los estudios Circo Beat, Buenos Aires, propiedad de Fito Páez y en los Fantasy Studios, de Hollywood.
El mismo Páez en teclados y Pappo en guitarra aparecen como invitados.
El disco fue editado con varias tapas diferentes. 
Incluye un cover de "Me Gusta Ese Tajo", de Pescado Rabioso.

## Lista de canciones
1. «Ciervo Motor» (2:09)
2. «El Infierno» (3:29)
3. «Monalisa» (3:31)
4. «Sospecho Frío» (3:01)
5. «En la Hiedra» (2:45)
6. «Me Gusta Ese Tajo» (3:11)
7. «Zona Roja» (4:56)
8. «Poca Vida» (3:05)
9. «Weekend» (3:43)
10. «Un Vodka Doble» (2:48)
11. «Nada de Nada» (4:00)
12. «Estilete Blues» (3:23)
13. «Tu Nombre (No Puedo Recordar» (2:53)
14. «Rock Ratón» (2:52)

## Músicos
- Juanse - voz líder, guitarra, bajo
- Sarcos - guitarra, voz
- Zorro - bajo, teclados, guitarra, coros
- "Roy" - batería, percusión

Invitados
- Pappo - guitarra
- Fito Páez - piano, órgano
- Edgardo "Rata" Moré - guitarra, coros, manager